# Torgasjön
Torgasjön är en sjö i Tranemo kommun i Västergötland och ingår i Ätrans huvudavrinningsområde. Sjöns area är 0,023 kvadratkilometer och den befinner sig 158 meter över havet.